# Observation Island, Nunavut
Observation Island är en ö i Kanada.   Den ligger i ögruppen Button Islands i territoriet Nunavut, i den östra delen av landet, 1 800 km nordost om huvudstaden Ottawa.